# Cyclochernes montanus
Genre
Espèce
Cyclochernes montanus, unique représentant du genre Cyclochernes, est une espèce de pseudoscorpions de la famille des Chernetidae.

## Distribution
Cette espèce est endémique de Guadalcanal aux Îles Salomon,.

## Publication originale
- Beier, 1970 : Die Pseudoscorpione der Royal Society Expedition 1965 zu den Salomon-Inseln. Journal of Natural History, vol. 4, p. 315-328.